# Dorfkirche Rehehausen

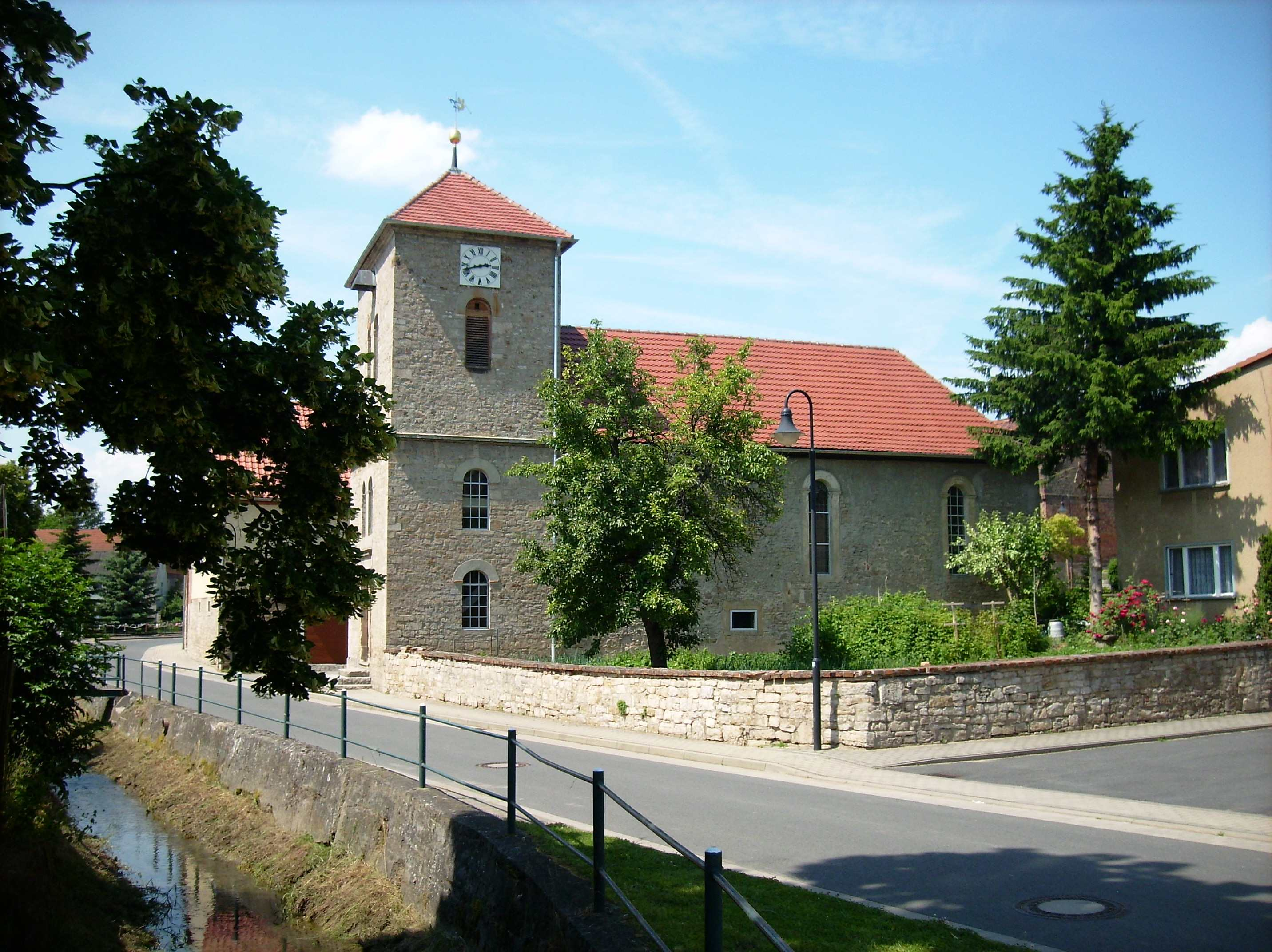
Dorfkirche Rehehausen

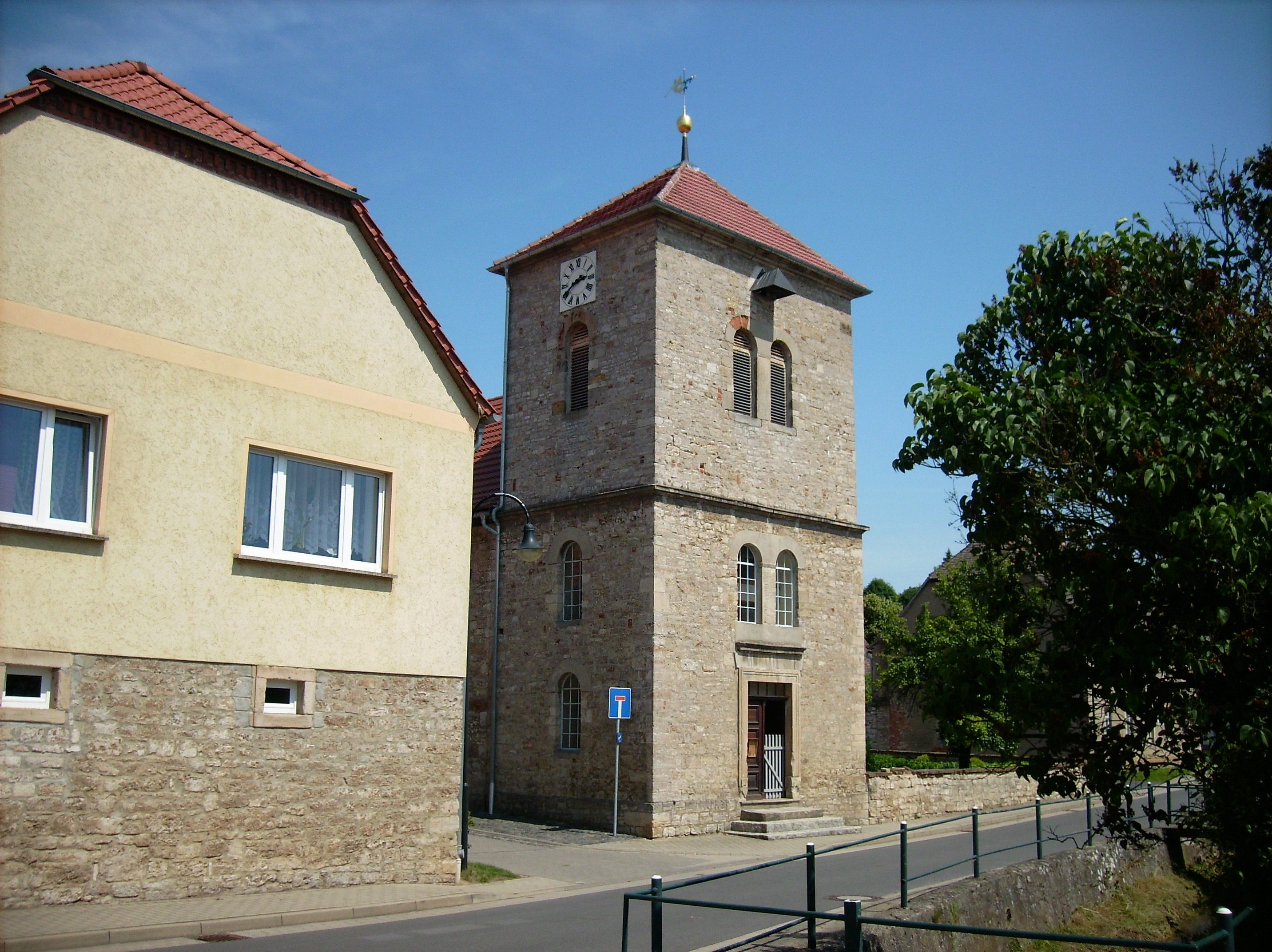
Turm der Dorfkirche Rehehausen

Die Evangelische Dorfkirche Rehehausen liegt in Rehehausen im Burgenlandkreis in Sachsen-Anhalt. Sie entstand als Dorfkirche in der Dorfmitte.

## Geschichte
Die erste Erwähnung einer Kirche in Rehehausen geht zurück auf das Jahr 1268. 1278 erwähnen Urkunden mit Ad vicariae Petri et Pauli in Rogehusen! eine Vikarie. Gemeindeunterlagen 1615 zufolge war das Dach mit Schindeln gedeckt und die Mauern aus Lehm erbaut. Im Kircheninnern befand sich keine Pflasterung oder Bodendielung. Aufgrund Lißbach-Hochwassers wurde der Boden vor dem Altar stark beschädigt und die Mauern der Kirche unterspült. Daraufhin brach der Altar zusammen und wurde vollständig zerstört. In dieser Zeit wurde auch die Glocke aus Erfurt beschafft.
Im Dreißigjährigen Krieg wurde der Ort dreimal geplündert (1632, 1635, 1637), wobei jeweils auch die Kirche schwer beschädigt wurde. Am 28. Dezember 1637 zerstörte ein Brand die Kirche. Nach einer 1650 erfolgten Geldsammlung des Pastors für den Wiederaufbau und 1652 folgenden Stiftungen des Landesfürsten, des Kurfürsten sowie des Königs von Sachsen wurde der Neubau fertiggestellt, wobei man auf eine prunkvolle Ausstattung verzichtete. An der Glocke im Turm die Jahreszahl 1648, von Hans Berger, Weimar gegossen. 1662 wurde die Kirche neu gestrichen, im Jahr darauf wurde „das Innere zurechtgebracht“. 1705 klagte der zuständige Pfarrer Haubold, die Kirche sei „eine Wüstenei […] und einem Gotteshause nicht mehr ähnlich“. 1714 erfolgte der vollständige Neubau der Kirche, der bis zum Jahre bereits eine erste vollständige Restauration des Innenraums erfuhr.
1807 produzierte die Glockengießerei in Apolda eine zweite Glocke für die Kirche. 1813 wurde im Zuge größerer Um- und Ausbauten die untere Empore verlängert und eine zweite eingebaut. Während des Ersten Weltkriegs wurden die Orgelpfeifen und die Bronzeglocke zu Kriegszwecken eingeschmolzen. 1927 begann man mit einem Neubau der Orgel sowie mit der kompletten Renovierung des Kircheninneren. Die Kirche erhielt nach Stiftung durch die Kinder des Pastors Röder neue Bleiglasfenster. Während und nach dem Zweiten Weltkrieg erfolgten keine Erhaltungsmaßnahmen am Kirchengebäude mehr. Erst 1993 erfolgte im Rahmen der Dorferneuerung die Reparatur des undichten und teils eingebrochenen Daches und 1999 die Restaurierung von Turm und Turmuhr. Gleichwohl war bis 2002 kein Gottesdienst möglich. Dank der Eigeninitiative der Rehehausener Bürger erfolgte schließlich eine Renovierung und Instandsetzung und die Wiedereinweihung am 17. November 2002.

## Orgel
Zwischen 1763 und 1784 erfolgte der Einbau einer ersten Orgel, wegen des Geldmangels eher von minderer Qualität. 1929 baute Gustav Heinze eine neue Orgel (Opus 186) mit 14 Registern auf zwei Manualen und Pedal ein.